# Nombre de cavitació
El Nombre de cavitació ({\displaystyle {\sigma }_{c}}) és un nombre adimensional que s'utilitza en la mecànica de fluids. Representa la relació entre la pressió local i la pressió dinàmica. S'empra per caracteritzar el potencial de cavitació del fluid.
Es defineix de la manera següent:
{\displaystyle {\mathit {Ca}}={\frac {p-p_{v}}{{\frac {1}{2}}\rho v^{2}}}}
on:
- {\displaystyle \rho } = densitat del fluid,
- {\displaystyle p} = pressió local,
- {\displaystyle p_{v}} = pressió de vapor del fluid,
- {\displaystyle v} = velocitat característica del flux.

El nombre de cavitació és un cas especial del nombre d'Euler.